# Şavşat

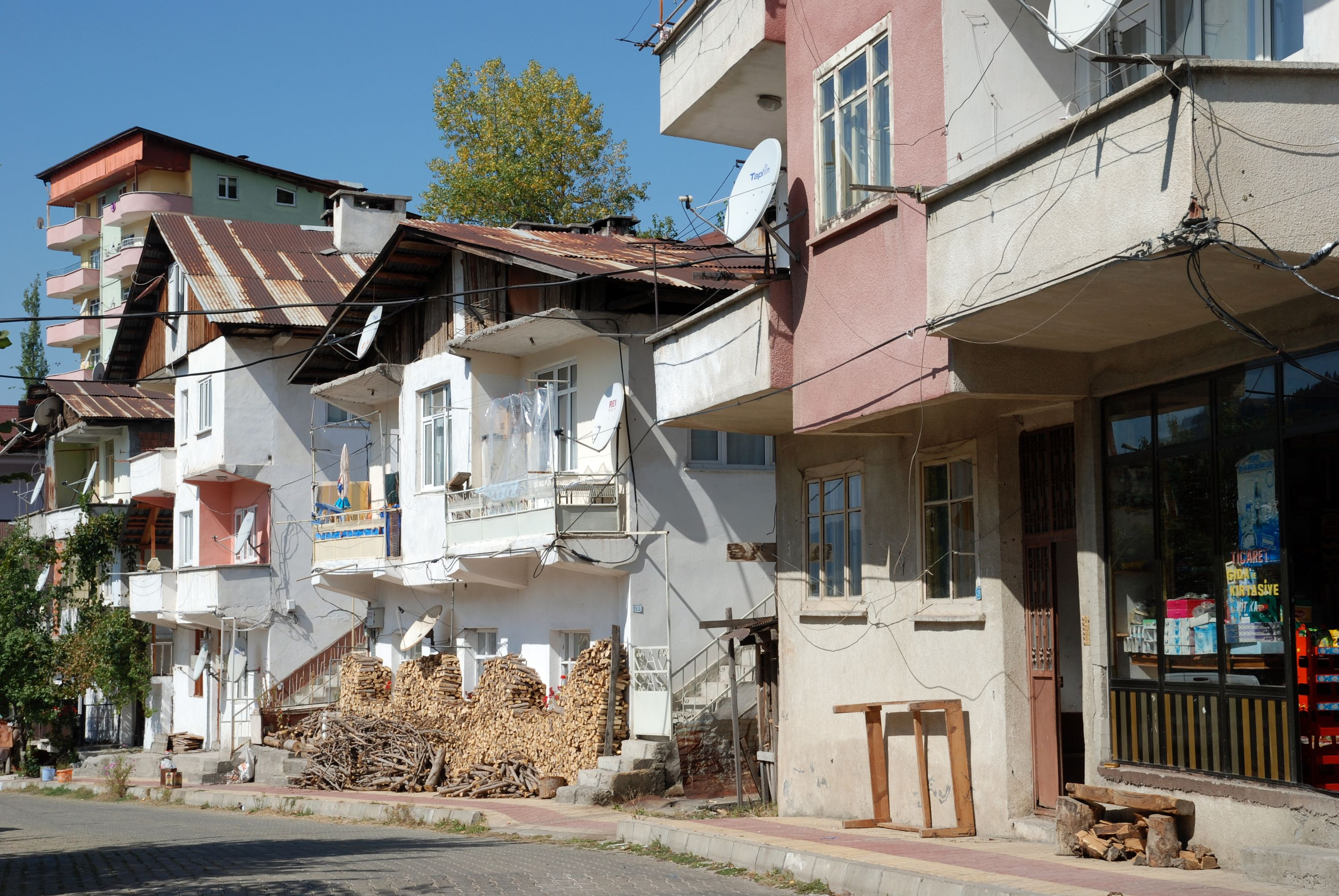
Wohnviertel nördlich der Durchgangsstraße. Wenige Häuser folgen noch der traditionellen Bauweise

Şavşat (georgisch შავშეთი, Schawscheti) ist eine Stadt und das Verwaltungszentrum des gleichnamigen Landkreises (İlçe) in der Provinz Artvin im Nordosten der Türkei. Die Stadt Şavşat beherbergt etwa 36 Prozent der Landkreisbevölkerung.

## Lage
Şavşat liegt auf einer Höhe von 1000 Metern an der von Hopa an der östlichen Schwarzmeerküste nach Kars führenden Schnellstraße, etwa halbwegs zwischen Artvin im Westen und Ardahan im Osten. Im Norden bilden die bewaldeten und als Weideland genutzten Imerchewi-Hügel die Ausläufer des nördlich der Stadt bis auf 3167 Meter ansteigenden Karçal-Gebirges (Karçal Dağları). Die Durchgangsstraße verläuft im Tal des Berta Suyu, der an seinem Oberlauf im Bereich der Stadt zum Şavşat Deresi wird. Er ist ein rechter Nebenfluss des Çoruh. Südlich des Tals erreichen mehrere Gipfel des Yalnızçam-Gebirgsmassivs Höhen zwischen 2500 und über 3000 Metern.
Der Landkreis liegt im Osten der Provinz Artvin, er grenzt im Osten an die Provinz Ardahan und im Nordosten an die Autonome Republik Adscharien in Georgien. Vier Kilometer westlich des Stadtzentrums zweigt an der auf einem Felsgipfel mitten in der Talebene thronenden mittelalterlichen Festung von Şavşat eine Nebenstraße nach Norden ab. Sie führt über die Bergdörfer Ciritdüzu und Veliköy zum 25 Kilometer entfernten Meşeli Karagöl, einem Ausflugssee im Karagöl-Sahara-Nationalpark, der nach den dortigen Sahara-Bergen benannt ist. Von Ciritdüzu ist in nordwestlicher Richtung die Ruine der ehemaligen georgischen Kathedrale Tbeti im Dorf Cevizli zu erreichen.

## Stadtbild
Östlich der Festung verlässt die Straße das Bachtal und führt an dessen Nordseite leicht bergauf bis ins kompakte Stadtzentrum, das von dicht mit Nadelwald bestandenen Hügeln umgeben ist. Der Busbahnhof befindet sich im höher gelegenen östlichen Ortsbereich unterhalb eines Neubauviertels mit hohen Wohnblocks. Entlang der Durchgangsstraße gibt es mehrere einfache Hotels, zahlreiche Restaurants und Ladengeschäfte. Charakteristisch sind an den nach Norden sich den Hang hinaufziehenden Nebenstraßen zwischen den üblichen Blocks ältere Wohnhäuser mit Satteldächern, deren Giebel zur Straße ausgerichtet sind. Die Bauweise erinnert an die aus einer Balkenkonstruktion mit Bretterverschalung errichteten traditionellen Häuser in einigen Dörfern der Umgebung. Die Stadt inmitten eines agrarisch geprägten Umlands lebt vom Handel, nennenswerte Industriebetriebe gibt es nicht.

## Festung
Das frühere Fürstentum Schavscheti (türkisch Şavşat) innerhalb des georgischen Reichs Tao-Klardschetien erstreckte sich einst über ein wesentlich größeres Gebiet als der heutige türkische Landkreis. Ab dem 9. Jahrhundert regierten die Fürsten der Bagratiden-Dynastie von der Festung Ardanuç zeitweilig über ein Gebiet vom Schwarzen Meer bis Erzurum im Süden und dem heutigen Westgeorgien im Osten. Im 11. Jahrhundert berichtet der Historiker Sumbat Davitisdze in seiner „Geschichte der Bagratiden“ über den Klostervorsteher (Archimandrit) von Tbeti, Bischof Saba Mtbevari, der 1027/28 in der Nähe seines Klosters eine Burg und einen Turm erbauen ließ. Die Burg nannte er Sveti („Pfeiler“). Es ist möglich, dass damit die Festung von Şavşat (Şavşat Kalesi) gemeint war. Laut Sumbat hätten in der Folgezeit Bischof Saba und einige Adlige aus Schavscheti die Festung gegen einen byzantinischen Angriff verteidigen können. Die Festung wurde zur Residenz der schavschetischen Fürsten. Mitte des 16. Jahrhunderts beendeten die Osmanen die georgische Herrschaft und schlossen die Klöster. Die Festung dürfte bis Anfang des 19. Jahrhunderts bewohnt gewesen sein, vermutlich residierten zum Schluss halbautonome georgische Lokalherrscher (Bey).
Der Festungshügel ist auf allen Seiten felsig und steil. Ein Weg führt an der Ostseite im Zickzack hinauf. Die Umfassungsmauer, von der noch größere Teile erhalten sind, folgt exakt dem äußeren Rand der Hügelkuppe. Das Eingangstor liegt in der Mitte der geraden Ostwand, die Westwand verläuft in einem großen Bogen. Ein einzelner Rundturm an der Südostecke sollte wohl als letzter Zufluchtsort dienen. Im westlichen Bereich sind noch Reste einer inneren Mauer erhalten, die den Außenhof vom inneren Wohnbereich trennte. Die sichtbaren Ruinen könnten aus dem 14. oder 15. Jahrhundert stammen.

## Bevölkerung
Şavşat ist der zweitgrößte Landkreis der Provinz. Mit der Bevölkerungsdichte von 12,6 Einwohnern je Quadratkilometern liegt er über der Hälfte des Provinzdurchschnitts. Neben der Kreisstadt gehören 65 Dörfer (Köy) zum Kreis. Die Durchschnittsbevölkerung pro Dorf liegt bei 164 Einwohnern. 25 Dörfer haben mehr als 164 Einwohner. Mit 561 Einwohnern ist Pınarlı das größte Dorf des Landkreises.

## Persönlichkeiten
- Enver Karagöz (1948–2007), Lehrer und Dichter
- Doğan Akhanlı (1957–2021), Schriftsteller